# 疏花野青茅
疏花野青茅（学名：Deyeuxia arundinacea var. laxiflora）为禾本科野青茅属下的一个变种。
产华东、华南及陕西、湖北、湖南、四川、云南、贵州等省区。生于山坡草地及路旁，海拔100-2900米.

## 扩展阅读
- 維基物種上的相關：疏花野青茅